# دومینین ترنسمیشن
دومینین ترنسمیشن (انگلیسی: Dominion Transmission) یک خط لوله انتقال گاز طبیعی است که گاز را از ترمینال دومینین کوو پوینت ال‌ان‌جی در مریلند و همچنین از اوهایو و ویرجینیا به میدان‌های ذخیره‌سازی گاز طبیعی در پنسیلوانیا، ویرجینیای غربی و نیو انگلند می‌آورد. این خط لوله متعلق به دومینیون ریسورسس است. کد کمیسیون فدرال رگولاتوری انرژی آن ۲۲ است.